# Klášter Boulbonne
Klášter Boulbonne (francouzsky Abbaye Notre-Dame de Boulbonne) býval francouzský klášter ve městečku Mazères a nekropole hrabat z Foix. Svou církevní kariéru zde započal Jacques Fournier jako cisterciácký mnich a pozdější inkvizitor papež Benedikt XII. Po zániku původních budov byl klášter obnoven v městečku Cintegabelle. Od počátku svého fungování patřil klášter toulouské diecézi a pak až do svého zrušení k diecézi v Mirepoix.

## Historie
Klášter byl založen roku 1129 hrabětem Rogerem z Foix a prvotní benediktinský konvent byl povolán z kláštera Saint-Michel de Cuxa. Roku 1150 došlo ke změně a klášter byl filiačně připojen k cisterciákům z Bonnefontu. Následovalo období hojnosti a rozmachu, již od konce 12. století se klášter stal místem posledního odpočinku hrabat z Foix. Během hugenotských válek byl roku 1567 klášter zcela zničen. Cisterciáčtí mniši přesunuli opatství do Cintegabelle, kde bylo v 17. století postaveno nové opatství a roku 1753 tam byly přesunuty i ostatky hrabat z Foix.